# Allée de la Ceinture
L'allée de la Ceinture est une voie de circulation des jardins de Versailles, en France.

## Description
L'allée de la Ceinture débute au sud-ouest sur l'allée de l'Accroissement et se termine environ 1 500 m au nord-est sur l'allée du Rendez-Vous.